# Ludvík Dvořáček
Ludvík Dvořáček (Praga, 6 agosto 1910 – 23 gennaio 1963) è stato un cestista cecoslovacco.
Era il fratello di Alois Dvořáček.

## Carriera
Disputò una partita per la nazionale cecoslovacca alle Olimpiadi estive del 1936.